# 米斯特汀
米斯特汀（Mistilteinn、Misteltein、Mystletainn）。中譯有「長青劍」、「銀槲之劍」等。但在古北歐語中，Mistilteinn是單指「槲寄生」此植物的意思。
在巴德爾（Balder）之死的故事中，擔心自己的孩子的女神弗麗嘉（Frigg），拜託世上所有的事物發誓不可傷害巴徳爾，但是獨漏了一隻小槲寄生沒發誓。而邪神洛基惡意利用眼盲的霍德爾（Hoder），騙其向巴德爾擲出此樹，因此殺死了巴德爾。在這段故事中，有說法認為槲寄生被擲出時，變成了一隻劍，或箭，或槍。也有說法認為殺死巴德爾的，只是一段槲寄生樹枝。
而在冰島傳說 Hrómundar saga Gripssonar，此劍也有出現。